# Odo III van Troyes
Odo III van Troyes (circa 1062 - 1093) was van 1089 tot aan zijn dood graaf van Troyes (het latere graafschap Champagne), Vitry en Bar-sur-Aube. Hij behoorde tot het huis Blois.

## Levensloop
Odo III was de oudste zoon van graaf Theobald III van Blois, onder de naam Theobald I tevens graaf van Troyes, uit diens derde huwelijk met Adela van Crépy, dochter van graaf Rudolf IV van Vexin.
Odo wordt in sommige bronnen vernoemd met het rangnummer IV, omdat hij de vierde Odo was die het graafschap Troyes bestuurde. Gewoonlijk wordt hij echter vernoemd met het rangnummer III, waarbij historici vertrekken vanuit de vereniging van de graafschappen Troyes en Meaux, die de kern van het graafschap Champagne vormden. In elk geval erfde hij na de dood van zijn vader in 1089 de graafschappen Troyes, Vitry en Bar-sur-Aube, terwijl de graafschappen Meaux en Blois geërfd werden door zijn oudere broer Stefanus II. Met het graafschap Troyes verwierf Odo een stabieler en economisch betekenisvoller gebied dan Meaux, waar de grafelijke autoriteit door de bisschop van de stad bestreden werd. Er zijn geen belangrijke politieke handelingen van hem overgeleverd, enkel schenkingen aan de abdijen van Montier-en-Der en Molesme en aan de priorij van Saint-Quentin in Troyes.
Odo III van Troyes overleed in 1093, ongehuwd en zonder kinderen na te laten. Zijn gebieden werden geërfd door zijn jongere broer Hugo I, die zich vanaf 1102 graaf van Champagne liet noemen.

## Voorouders
| Voorouders van Odo III van Blois (1062-1093) | Voorouders van Odo III van Blois (1062-1093)                        | Voorouders van Odo III van Blois (1062-1093)                        | Voorouders van Odo III van Blois (1062-1093)                        | Voorouders van Odo III van Blois (1062-1093)                        | Voorouders van Odo III van Blois (1062-1093)                          | Voorouders van Odo III van Blois (1062-1093)                          | Voorouders van Odo III van Blois (1062-1093)                        | Voorouders van Odo III van Blois (1062-1093)                        |
| -------------------------------------------- | ------------------------------------------------------------------- | ------------------------------------------------------------------- | ------------------------------------------------------------------- | ------------------------------------------------------------------- | --------------------------------------------------------------------- | --------------------------------------------------------------------- | ------------------------------------------------------------------- | ------------------------------------------------------------------- |
| Overgrootouders                              | Odo I van Blois (950-996) ∞ Bertha van Bourgondië (967-1010)        | Odo I van Blois (950-996) ∞ Bertha van Bourgondië (967-1010)        | Willem IV van Auvergne (–1018) ∞ ? (-)                              | Willem IV van Auvergne (–1018) ∞ ? (-)                              | Rudolf III van Valois (1000-1038) ∞ Adelheid van Breteuil (1005-1051) | Rudolf III van Valois (1000-1038) ∞ Adelheid van Breteuil (1005-1051) | Nocher III van Bar-sur-Aube (980-1040) ∞ ? (-)                      | Nocher III van Bar-sur-Aube (980-1040) ∞ ? (-)                      |
| Grootouders                                  | Odo II van Blois (983-1037) ∞ Irmgard van Auvergne (990-1040)       | Odo II van Blois (983-1037) ∞ Irmgard van Auvergne (990-1040)       | Odo II van Blois (983-1037) ∞ Irmgard van Auvergne (990-1040)       | Odo II van Blois (983-1037) ∞ Irmgard van Auvergne (990-1040)       | Rudolf IV van Vexin (1021–1074) ∞ Adelheid van Boves (1010-1053)      | Rudolf IV van Vexin (1021–1074) ∞ Adelheid van Boves (1010-1053)      | Rudolf IV van Vexin (1021–1074) ∞ Adelheid van Boves (1010-1053)    | Rudolf IV van Vexin (1021–1074) ∞ Adelheid van Boves (1010-1053)    |
| Ouders                                       | Theobald III van Blois (1012-1089) ∞ Adelheid van Valois-Amiens (-) | Theobald III van Blois (1012-1089) ∞ Adelheid van Valois-Amiens (-) | Theobald III van Blois (1012-1089) ∞ Adelheid van Valois-Amiens (-) | Theobald III van Blois (1012-1089) ∞ Adelheid van Valois-Amiens (-) | Theobald III van Blois (1012-1089) ∞ Adelheid van Valois-Amiens (-)   | Theobald III van Blois (1012-1089) ∞ Adelheid van Valois-Amiens (-)   | Theobald III van Blois (1012-1089) ∞ Adelheid van Valois-Amiens (-) | Theobald III van Blois (1012-1089) ∞ Adelheid van Valois-Amiens (-) |